# (2400) Derevskaya
(2400) Derevskaya es un asteroide perteneciente al cinturón de asteroides, descubierto el 17 de mayo de 1972 por Tamara Mijáilovna Smirnova desde el Observatorio Astrofísico de Crimea (República de Crimea).

## Designación y nombre
Designado provisionalmente como 1972 KJ. Fue nombrado Derevskaya en honor a Aleksandra Avrámovna Derevskaya, madrastra de la descubridora.